# Raina Zimmering
Raina Zimmering (* 11. Juni 1951 in Dresden) ist eine deutsche Historikerin, Politologin und Soziologin, die von 2007 bis 2013 Universitätsprofessorin für sozio-kulturelle Transformationsforschung und Leiterin der Abteilung für politische und Entwicklungsforschung an der Johannes Kepler Universität (JKU) Linz war. Seit 2013 ist sie freie Autorin und im Vorstand der Neuen Gesellschaft für Psychologie (NGfP).

## Biografie
Raina Zimmering ist die Tochter der Gobelinweberin Ute Pinkert, geb. Rönsch, und des Malers und Graphikers Werner Pinkert, der als Dozent an der Pädagogischen Hochschule Dresden und der Kunstakademie tätig war. Sie wuchs zusammen mit drei Brüdern in Dresden auf. Sie ist mit dem Arzt Ronald Zimmering seit 1973 verheiratet und hat einen Sohn, David Zimmering (geb. 1975) und eine Tochter, Esther Zimmering (geb. 1977). Beide Kinder sind Schauspieler.
1974 machte sie ihr Abitur an der Erweiterten Oberschule Romain Rolland in Dresden. Danach studierte Zimmering von 1970 bis 1974 Geschichte, Kunstgeschichte und Ethnographie an der Humboldt-Universität zu Berlin. Im Jahr 1974 legte sie dort ihr Diplom als Historikerin sowie das Staatsexamen für Geschichte ab. Danach war sie bis 1990 als wissenschaftliche Assistentin und ab 1985 als Oberassistentin am Institut für Internationale Beziehungen in Potsdam tätig und absolvierte mehrere Forschungs- bzw. Studienaufenthalte in Moskau, Polen, Kuba und Argentinien. 1984 promovierte sie zum Dr. rer. pol.
1990, nach ihrer Habilitation, arbeitete Zimmering unter anderem als Gastwissenschaftlerin am Wissenschaftszentrum Berlin für Sozialforschung (WZB), als Lehrbeauftragte und wissenschaftliche Mitarbeiterin am Institut für Internationale Beziehungen in Potsdam und als wissenschaftliche Mitarbeiterin an der Universität Potsdam. 1990/91 war sie am WZB zu dem DFG-Teilprojekt „Vergleich von Entwicklungsstrategien zwischen Argentinien und Brasilien“ innerhalb des Globus-Weltmodells beschäftigt, das Karl Deutsch ins Leben gerufen hatte. 1991/92 war sie Associate Professor an der Harvard-University und Assistant Professor an der Tufts University und an der Johns Hopkins University. Es folgten Forschungs- bzw. Studienaufenthalte in Peru, Mexiko, Indien, Chile, Argentinien und Sri Lanka sowie Lehraufträge an der Freien Universität Berlin und der Universität Potsdam. Von 1990 bis 1993 war sie Mitarbeiterin in dem DFG-Projekt (Deutsche Forschungsgemeinschaft) Transformationsprozesse „in einer interdependenten Welt“ zusammen mit Elmar Altvater und Ulrich Albrecht an der Freien Universität Berlin.
Von 1994 bis 2005 arbeitete Zimmering als wissenschaftliche Mitarbeiterin und Lehrbeauftragte an der Humboldt-Universität zu Berlin und ging Lehrtätigkeiten an der Universität Potsdam und der Freien Universität Berlin nach. Von 1994 bis 1997 war sie innerhalb des Lehrstuhls „Politische Theorie und Ideengeschichte“ unter der Leitung von Herfried Münkler Projektnehmerin der DFG zum Thema „Politische Mythen“ und leitete dazu eine Forschungsgruppe. 1997/98 wurde sie innerhalb des Sonderhochschulprogrammes III. an der Humboldt-Universität zu Berlin zur Professorin und Lehrstuhlleiterin für „Vergleich politischer Systeme“ ernannt. 2005 erhielt Zimmering den Ruf einer Universitätsprofessorin an der Nationaluniversität von Kolumbien, Bogotá, an der sie an der Sozialwissenschaftlichen und Juristischen Fakultät am Institut für Politikwissenschaften Vorlesungen in Spanisch gab und zwei Forschungsprojekte durchführte („Soziale Bewegungen in Lateinamerika und Transformation“ und „Der Mythos Gaitan“). Als sie 2006 an die Johannes Kepler Universität in Linz berufen wurde, ging sie nach Österreich. Dort hatte sie von 2007 bis zum 2013 die Stelle einer Universitätsprofessorin und Abteilungsleiterin für Politik- und Entwicklungsforschung inne. 2009 gründete sie, zusammen mit Professoren und Forschern aus Österreich, Deutschland und lateinamerikanischen Universitäten, die internationale Forschungsgruppe Soziale Bewegungen und Transformation in Lateinamerika. Sie führte während ihrer Tätigkeit in Linz mehrere Forschungspraktika mit Studierenden durch, besuchte mit ihnen zweimal Mexiko. Außerdem fuhr sie im Rahmen eines Forschungspraktikums der Politischen Soziologie nach Istanbul.
Seitdem Zimmerings Arbeit an der JKU beendet ist, ist sie freie Autorin in Berlin und veröffentlichte wissenschaftliche Artikel und Bücher zu den Themen der Transformations- und Demokratieforschung, der politischen Kulturforschung, emanzipatorischen Bewegungen, Migration und sozialer Gerechtigkeit und der politischen Psychologie. Einen Schwerpunkt ihrer Arbeiten bildet die Untersuchung der aufständischen indigenen Bewegung in Mexiko, der Zapatisten. Institutionell ist sie an das politische Journal WeltTrends/Universität Potsdam und die Universidad Nacional de Colombia in Bogotá (Nationaluniversität Kolumbiens in Bogotá) angebunden.
Zimmering ist Mitglied der Internationalen Zivilen Kommission zur Beobachtung der Menschenrechte in Mexiko (CCIODH) und hielt sich mit dieser mehrmals in indigenen Gemeinden und Konfliktgebieten Mexikos auf. Außerdem ist sie Mitglied der Arbeitsgemeinschaft Deutscher Lateinamerika-Forscher (ADLAF), der Neuen Gesellschaft für Psychologie (NGfP), in deren Vorstand sie arbeitet, des Vereins WeltTrends e.V. der Universität Potsdam, des Lateinamerika-Forums Berlins (LAF), der International Society of Cultural History und der International Federation of Public History. 
Journalistisch ist Zimmering etwa auf den NachDenkSeiten oder in der linken Tageszeitung junge Welt anzutreffen.

## Publikationsliste (Auswahl)
- Lateinamerikanische Migration und Flüchtlingsbewegungen rethinking und der blick nach Europa. Potsdam: WeltTrends-Verlag der Universität Potsdam. 2017, im Druck.
- Das deutsch-mexikanische Sicherheitsabkommen. In: WeltTrends Spezial 14, Universitätsverlag Potsdam 2015. ISSN 2193-0627, ISBN 978-3-941880-98-6;
- (als Hrsg. zusammen mit Christina Steinbauer): Soziale Bewegungen in der „Vierten Welle der Demokratisierung“ in Lateinamerika. Hamburg: Verlag Dr. Kovac 2013. ISSN 1435-6651.
- Regulationstheorie Revisited. Antiregulation und neue Regulationsweisen in Lateinamerika. WeltTrends Papiere Nr. 21. Potsdam: Universitätsverlag Potsdam 2013. ISSN 1864-0656 und ISBN 978-3-86956-211-7.
- Zapatismus. Ein neues Paradigma emanzipatorischer Bewegungen. Münster: Westfälisches Dampfboot 2010. BN: 978-3-89691-867-3
- Die Zapatistas in Mexiko: der antisystemische und antietatistische Charakter einer populären Bewegung. Potsdam: Universitätsverlag Potsdam, 2010. ISSN 1864-0656; ISBN 978-3-86956-046-5
- Gestaltung des Themenheftes von WeltTrends: Widerstand und Wandel. WeltTrends, Nr. 61 Juli/August 2008 (zum Themenschwerpunkt des Heftes s.26)., (2008) 61. ISSN 0944-8101
- Der Revolutionsmythos in Mexiko. Würzburg: Königshausen & Neumann 2005. 214 Seiten. ISBN 3-8260-3009-5
- Mythen in der Politik der DDR. Ein Beitrag zur Erforschung politischer Mythen. Opladen: Leske & Budrich. 2000. 385 S. ISBN 3-8100-2732-4
- Entwicklungsstrategien und Außenpolitik: Argentinien als Beispiel. Berlin: Wissenschaftszentrum Berlin für Sozialforschung, Reihe FIB Papers Veröffentlichungsreihe der Forschungsgruppe Internationale Beziehungen, P91-306, 1991.
- Das Verhältnis zwischen Entwicklung, Demokratie und Frieden und dessen Widerspiegelung in der Politik Argentiniens, Brasiliens und Uruguays zur regionalen und globalen Friedenssicherung in den achtziger Jahren. Habilitationsschrift. Potsdam: Hochschule für Recht und Verwaltung 1990.
- Grundlagen und Konzeption der Außenpolitik Argentiniens und die Beziehungen des Landes zu westlichen Industrieländern von 1976 bis 1980. Dissertationsschrift. Potsdam/Babelsberg: Institut für Internationale Beziehungen bei der Akademie für Staats- und Rechtswissenschaften der Deutschen Demokratischen Republik 1982.